# アゴアマダイ科
アゴアマダイ科 (学名：Opistognathidae) は、スズキ目の下位分類群の一つ。三大洋の温暖な地域から100種以上が知られる。

## 形態
体はやや細長い。頭部、眼、口が大きく発達している。最大種は50 cmに達するが、殆どが10 cm以下の小型種である。背鰭は長い一基のみで、9 - 12棘10 - 22軟条から成る。腹鰭は胸鰭より前方にあり、1棘5軟条から成る。腹鰭軟条のうち内側の3本は細く、分岐するが、第4、第5軟条は太く、分岐しない。

## 生態
太平洋、インド洋、大西洋の温暖な海域に分布する。浅瀬から深海までの砂地や礫地に生息する。大きな口で底を掘り、垂直の巣穴を作る。常に巣の中で顔だけを出しており、獲物である小魚や無脊椎動物が近くを通ると巣から出て捕食する。縄張り意識が強く、近づくと攻撃をする。警戒心が高く、驚くとすぐに巣穴に戻る。昼行性であり、夜間は巣穴に蓋をする。繁殖期にメスが卵を産み、オスが口の中で育てるマウスブルーダーである。

## 分類
本科には4属112種が含まれる。未記載種も多数含まれるため、種数は今後変動する。
- Anoptoplacus 属 (Smith-Vaniz, 2017)[9]
  - Anoptoplacus pygmaeus 1種のみ。メキシコのユカタン半島沖で採集された。
- モンツキアゴアマダイ属 Lonchopisthus (T. N. Gill,1862) カリブ海とカリフォルニア湾の5種。
  - Lonchopisthus ancistrus Smith-Vaniz & Walsh, 2017 (Hook jawfish)
  - モンツキアゴアマダイ Lonchopisthus higmani Mead, 1959
  - Lonchopisthus lemur (G. S. Myers, 1935)
  - Lonchopisthus micrognathus (Poey, 1860) (Swordtail jawfish)
  - Lonchopisthus sinuscalifornicus Castro-Aguirre & Villavicencio-Garayzar, 1988 (Longtailed jawfish)
- アゴアマダイ属 Opistognathus (Cuvier,1816)

世界中の温暖海域から90種以上が知られる。
- カエルアマダイ属 Stalix (D. S. Jordan&Snyder,1902) インド太平洋の12種。
  - Stalix davidsheni Klausewitz, 1985
  - Stalix dicra Smith-Vaniz, 1989 (Forked jawfish)
  - Stalix eremia Smith-Vaniz, 1989 (Solitary jawfish)
  - Stalix flavida Smith-Vaniz, 1989
  - カエルアマダイ Stalix histrio D. S. Jordan & Snyder, 1902 (Harlequin jawfish)
  - ヒメアゴアマダイ Stalix immaculata C. Y. Xu & H. Z. Zhan, 1980
  - Stalix moenensis (Popta, 1922) (Muna jawfish)
  - Stalix novikovi Prokofiev, 2015
  - Stalix omanensis Norman, 1939 (Oman jawfish)
  - Stalix sheni Smith-Vaniz, 1989
  - キビレカエルアマダイ Stalix toyoshio Shinohara, 1999
  - Stalix versluysi (M. C. W. Weber, 1913) (Versluys' jawfish)

## 人間との関係
小型種のため食用にはならない。イエローヘッドジョーフィッシュなどは観賞魚としてアクアリウムで飼育される。